# Liste der Menhire in Hessen
Die Liste der Menhire in Hessen umfasst alle bekannten Menhire auf dem Gebiet des heutigen Bundeslandes Hessen.

## Liste der Menhire

### Informationen zur Liste
- Menhir: Nennt die Bezeichnung des Menhirs sowie gebräuchliche Alternativbezeichnungen
- Ort: Nennt die Gemeinde und ggf. den Ortsteil (OT), in dem sich der Menhir befindet.
- Landkreis: Nennt den Landkreis, dem die Gemeinde angehört. DA: Darmstadt (kreisfreie Stadt)/Landkreis Darmstadt-Dieburg; ERB: Odenwaldkreis; F: Frankfurt am Main (kreisfreie Stadt); FB: Wetteraukreis; GI: Landkreis Gießen; HG: Hochtaunuskreis; HP: Landkreis Bergstraße; HR: Schwalm-Eder-Kreis; KB: Landkreis Waldeck-Frankenberg; KS: Landkreis Kassel; LDK: Lahn-Dill-Kreis; LM: Landkreis Limburg-Weilburg; MKK: Main-Kinzig-Kreis; MR: Landkreis Marburg-Biedenkopf; MTK: Main-Taunus-Kreis
- Typ: Unterscheidung verschiedener Untertypen:[1]
  - Menhir: ein einzeln stehender, unverzierter und nicht mit einem Grab verbundener Stein
  - verzierter Menhir: ein einzeln stehender, verzierter und nicht mit einem Grab verbundener Stein
  - Menhiranlage: eine Gruppe aufgerichteter Steine mit anderer als kreisförmiger oder linearer bzw. mit unklarer Anordnung
  - Monolith: sonstiger Stein mit Menhircharakter

### Erhaltene Menhire
| Menhir                                               | Ort                                      | Landkreis | Typ                                  | Anmerkungen | Bild                                      |
| ---------------------------------------------------- | ---------------------------------------- | --------- | ------------------------------------ | --- | ----------------------------------------- |
| Menhir von Alsbach-Hähnlein („Hinkelstein“)          | Alsbach-Hähnlein                         | DA        | Menhir                               | | Hinkelstein                               |
| Menhir von Bad Homburg vor der Höhe („Gluckenstein“) | Bad Homburg vor der Höhe                 | HG        | Menhir                               | | Gluckenstein von Bad Homburg vor der Höhe |
| Menhir von Bensheim („Hinkelstein“)                  | Bensheim                                 | HP        | Menhir                               | | Menhir von Bensheim                       |
| Menhir von Breitscheid                               | Breitscheid                              | LDK       | Monolith                             | | Menhir von Breitscheid                    |
| Menhir von Bürstadt („Sackstein“)                    | Bürstadt                                 | HP        | Menhir                               | | Menhir von Bürstadt                       |
| Menhir von Butzbach                                  | Butzbach                                 | FB        | Menhir                               | | Menhir von Butzbach                       |
| Menhiranlage von Darmstadt                           | Darmstadt                                | DA        | Menhiranlage                         | | Menhiranlage von Darmstadt                |
| Hinkelstein                                          | Darmstadt                                | DA        | Monolith                             | | Hinkelstein in Darmstadt                  |
| Menhir von Dauborn                                   | Hünfelden, OT Dauborn                    | LM        | Menhir                               | |                                           |
| Menhir von Eichelsdorf („Der Dicke Stein“)           | Nidda, OT Eichelsdorf                    | FB        | Menhir                               | | Dicker Stein von Eichelsdorf              |
| Ellenberger Stele I                                  | Guxhagen, OT Ellenberg                   | HR        | verzierter Menhir                    | möglicherweise Teil des Plattenrings eines Grabhügels und somit kein Menhir im eigentlichen Sinn; heute im Hessischen Landesmuseum in Kassel                                                                                               |                                           |
| Ellenberger Stele II                                 | Guxhagen, OT Ellenberg                   | HR        | verzierter Menhir                    | möglicherweise Teil des Plattenrings eines Grabhügels und somit kein Menhir im eigentlichen Sinn; heute im Hessischen Landesmuseum in Kassel                                                                                               |                                           |
| Menhir von Großenritte („Hünstein“)                  | Baunatal, OT Großenritte                 | KS        | Menhir                               | | Hünstein von Großenritte                  |
| Menhir von Gudensberg                                | Gudensberg                               | HR        | Monolith                             | Abschlussstein eines Galeriegrabes | Menhir von Gudensberg                     |
| Menhir von Guntershausen („Riesenstein“)             | Baunatal, OT Guntershausen               | KS        | Menhir                               | | Riesenstein von Guntershausen             |
| Menhir von Istha                                     | Wolfhagen, OT Istha                      | KS        | verzierter Menhir                    | heute im Regionalmuseum Wolfhagen |                                           |
| Menhir von Kelkheim („Hohestein“)                    | Kelkheim (Taunus)                        | MTK       | Menhir                               | | Hohestein                                 |
| Menhir von Kirberg                                   | Hünfelden, OT Kirberg                    | LM        | Menhir                               | |                                           |
| Monolith von Klein-Umstadt                           | Groß-Umstadt, OT Klein-Umstadt           | DA        | Monolith                             | Fund ursprünglich westlich im angrenzenden Feld, wahrscheinlich tw. zerbrochen, Standort: Hinter dem Geopunkt des Lehrpfades Die kleine Bergstraße – Landschaft, Mensch und Umwelt in Klein-Umstadt des Geo-Naturparks Bergstraße-Odenwald | Klein-Umstädter Menhir                    |
| Menhir von Langenstein („Langer Stein“)              | Kirchhain, OT Langenstein                | MR        | Menhir                               | | Langer Stein von Langenstein              |
| Menhir von Lindenholzhausen                          | Limburg an der Lahn, OT Lindenholzhausen | LM        | Monolith                             | |                                           |
| Menhir von Maden („Malstein“, „Wotanstein“)          | Gudensberg, OT Maden                     | HR        | Menhir                               | | Wotanstein von Maden                      |
| Menhir von Gelnhausen-Meerholz („Pfortenstein“)      | Gelnhausen, OT Meerholz                  | MKK       | verzierter Menhir oder Statuenmenhir | | Menhir von Gelnhausen-Meerholz            |
| Menhir von Münzenberg („Kräppelstein“)               | Münzenberg                               | FB        | Menhir                               | besteht aus dem gleichen Material wie der heilige Stein bei Muschenheim | Kräppelstein                              |
| Menhir von Muschenheim („Der heilige Stein“)         | Lich, OT Muschenheim                     | GI        | Monolith                             | mit einem Galeriegrab verbunden; besteht aus dem gleichen Material wie der Kräppelstein bei Münzenberg | Heiliger Stein (Muschenheim)              |
| Menhir von Ober-Mörlen                               | Ober-Mörlen                              | FB        | Menhir                               | | Menhir von Ober-Mörlen                    |
| Menhir von Rauischholzhausen („Der dicke Stein“)     | Ebsdorfergrund, OT Rauischholzhausen     | MR        | Menhir                               | Bei dem Stein befand sich die Wüstung Breitenborn |                                           |
| Menhir von Roßberg                                   | Ebsdorfergrund, OT Roßberg               | MR        | Menhir                               | steht auf dem Gebiet der Wüstung Udenhausen; im 8. oder 9. Jahrhundert sekundär als Türpfosten in einer Kirche verbaut | Menhir von Roßberg                        |
| Menhir von Ulfa                                      | Nidda, OT Ulfa                           | FB        | Menhir                               | möglicher Menhir | Menhir von Ulfa                           |
| Menhir von Unter-Widdersheim („Kindstein“)           | Nidda, OT Unter-Widdersheim              | FB        | Menhir                               | | Kindstein von Unter-Widdersheim           |
| Menhir von Wellen                                    | Edertal, OT Wellen                       | KB        | verzierter Menhir                    | möglicherweise Teil des Plattenrings eines Grabhügels und somit kein Menhir im eigentlichen Sinn | Menhir von Wellen                         |
| Menhir von Werkel („Hilgenstein“)                    | Fritzlar, OT Werkel                      | HR        | Menhir                               | | Hilgenstein von Werkel                    |
| Menhir von Wersau                                    | Brensbach, OT Wersau                     | ERB       | Menhir                               | | Hinkelstein bei Wersau                    |
| Menhir von Wolfershausen („Riesenstein“)             | Felsberg, OT Wolfershausen               | HR        | Menhir                               | | Menhir von Wolfershausen                  |

### Zerstörte Menhire
| Menhir                               | Ort               | Landkreis | Typ    | Anmerkungen                                           | Bild |
| ------------------------------------ | ----------------- | --------- | ------ | ----------------------------------------------------- | ---- |
| Menhir von Frankfurt („Hinkelstein“) | Frankfurt am Main | F         | Menhir | im Frankfurter Stadtwald, zerstört im 19. Jahrhundert |      |